# Madagassische Schnabelbrustschildkröte
Die Madagassische Schnabelbrustschildkröte (Astrochelys yniphora) ist eine auf Madagaskar endemische Art der Landschildkröten (Testudinidae). Sie wurde früher zur Gattung Geochelone gerechnet.

## Verbreitung

Verbreitungsgebiet der Madagassischen Schnabelbrustschildkröte (rot)

Als eine der seltensten Schildkrötenarten der Welt kommen die geschätzten 440 bis 770 existierenden Individuen in einem Gebiet von lediglich 25 × 60 Kilometer an der Nordwestküste Madagaskars vor. Die dort als „Angonoka“ bekannte Schildkröte besiedelt laubabwerfende Trockenwälder und verbringt die Trockenzeit inaktiv in Bauten.

## Merkmale
Kennzeichnend ist der pflugscharartige Knochenfortsatz am Vorderende des Bauchpanzers. Ihn setzen die Männchen beim Kampf um die Gunst eines paarungsbereiten Weibchens ein.
Der Knochenpanzer der Madagassischen Schnabelbrustschildkröten kann eine Länge von 446 Millimetern erreichen. Die Tiere sind sehr einheitlich hell gefärbt, eine strahlenförmige Musterung auf den einzelnen „Segmenten“ ist nicht zu finden. Allerdings können die einzelnen Segmente durch dunkel gefärbte Bereiche voneinander abgetrennt sein, was vor allem bei Jungtieren deutlich ausgeprägt ist.
Die rund 10 Zentimeter tief im Boden angelegten Nester beinhalten 3 bis 6 kugelförmige Eier, deren Durchmesser bei 42 bis 47 Millimeter liegt.

## Gefährdung
Die IUCN führt die Schnabelbrustschildkröte im Status „Vom Aussterben bedroht“ und zählt die Art zu den einhundert am stärksten vom Aussterben bedrohten Arten. Hauptbedrohung für diese Art sind Habitatzerstörung sowie illegaler Handel mit den Tieren. In freier Wildbahn kommen schätzungsweise nur noch rund 200 geschlechtsreife Exemplare vor. In Ampijoroa läuft ein Zuchtprogramm zum Erhalt dieser Art.

## Taxonomie
Die Art wurde 1885 von dem französischen Mediziner und Zoologen Léon Vaillant als Testudo yniphora erstbeschrieben.